# رساف أوروبي

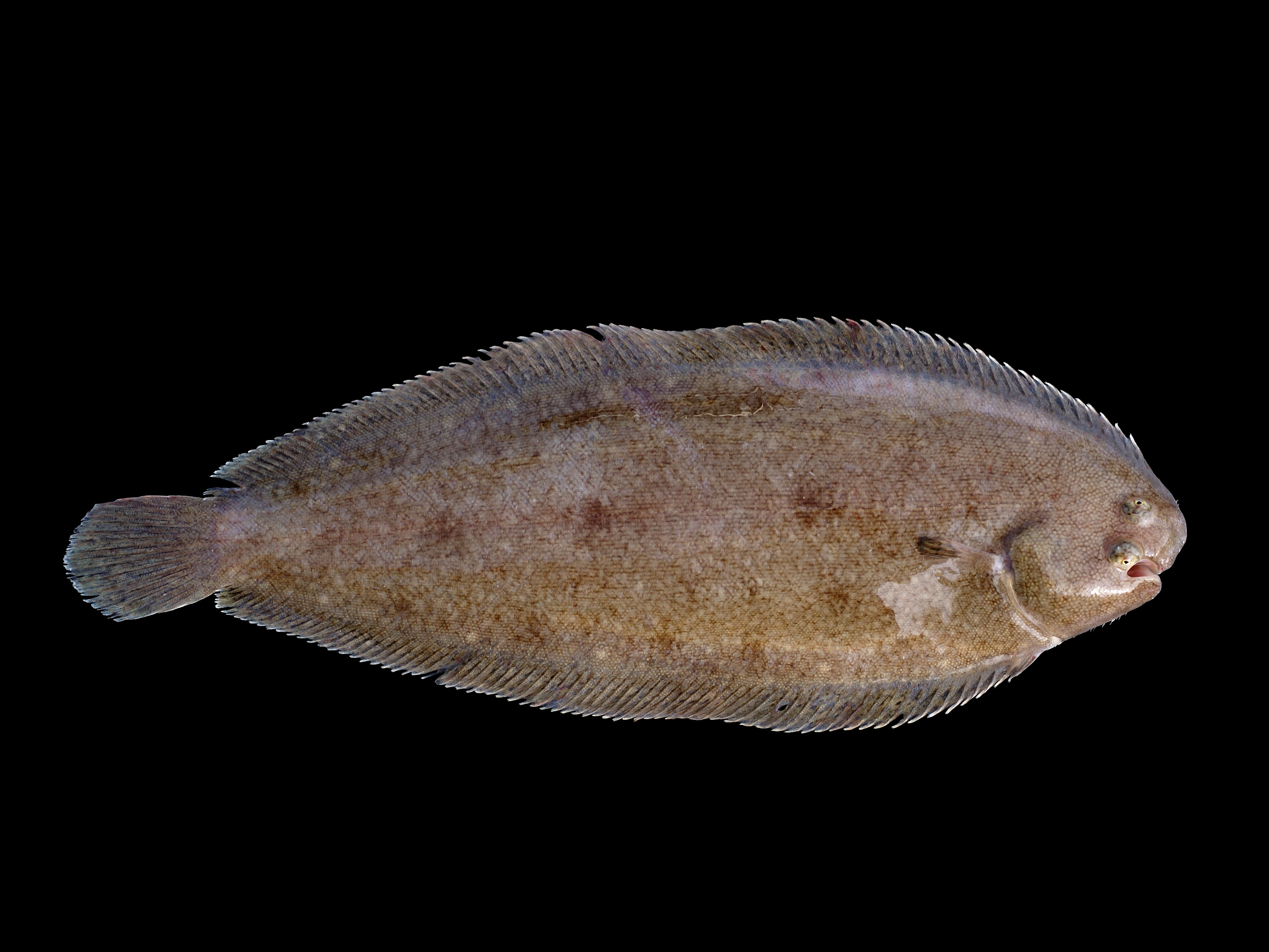

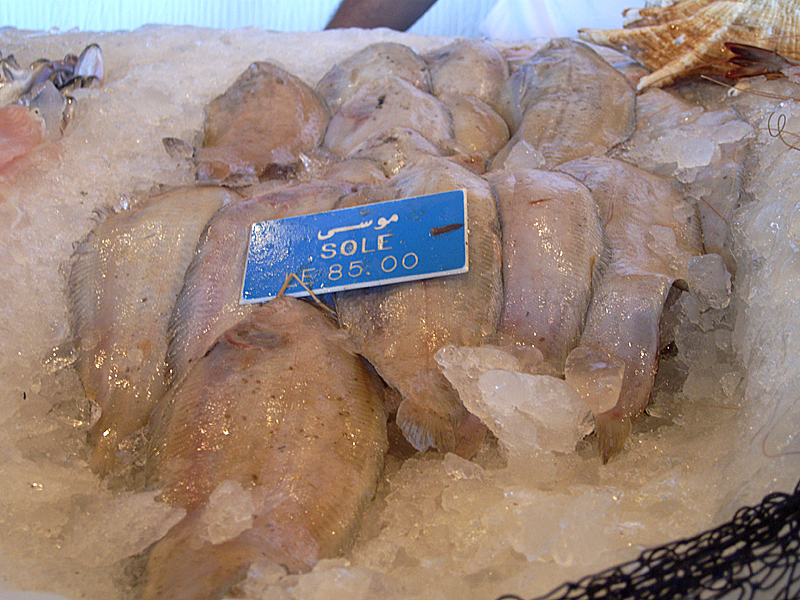

رساف أوروبي أو رسَّافة شائعة (الاسم العلمي: Pleuronectes platessa) نوع من السمك المفلطح له جمجمة ملتوية بحيث تقع العينان على جانب واحد من الجسم. ويعيش هذا السمك قريبًا من الشواطئ في البحار الدافئة، له أعين صغيرة متقاربة، وفم معقوف وجسم بيضي مفلطح. وزعانف الذيل مستديرة الشكل. ينمو سمك موسى الأوروبي إلى طول يترواح بين 25 و65 سم ويزن عادة حوالي 0,5 كغم. يستطيع أن يكتسب ألوان القاع بعد أن يطيل النظر إليها وذلك لأن عين السمكة تنقل صور المرئيات إلى العصب البصري ثم إلى المخ ثم إلى العصب الودي الذي يتصل بجميع الخلايا الملونة وبذلك تأخذ السمكة لون البيئة التي تعيش فيها. ويُعَدُّ سمك موسى الليموني غذاء مهمًا في شمال أوروبا.
والنوع الأمريكي الشائع من سمك موسى المُسَمَّى هوج شوكر يعيش في الساحل الشرقي من أمريكا الشمالية. أما سمك موسى الأسود فهو طعام شائع في المناطق الهندية الباسيفيكية. وهناك بعض أنواع السمك المفلطح التي تعيش على السواحل، تُسَمَّى أيضًا سمك موسى.